# Begleitpanzer 57 AIFSV

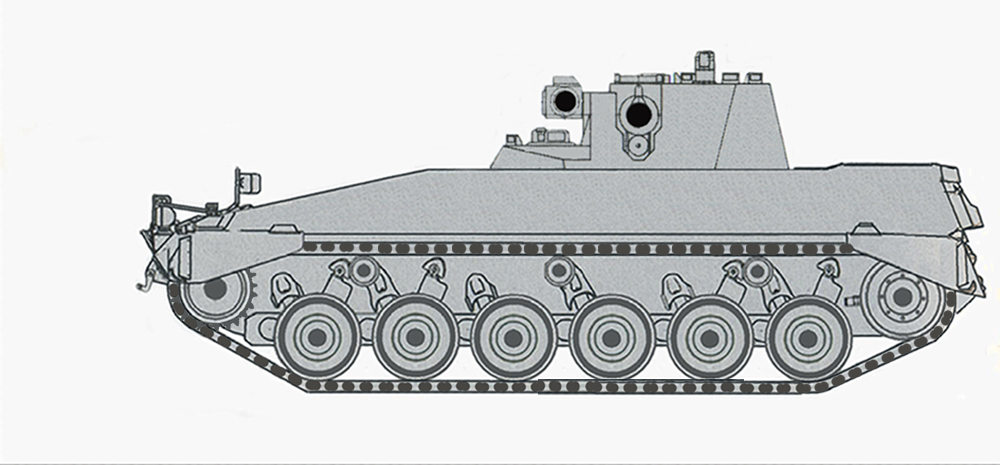

Begleitpanzer 57 AIFSV (англ. Armored Infantry Fire Support Vehicle — Броньований Транспорт Підтримки Піхоти) — був приватним проектом фірм Thyssen-Henschel та Bofors. У середині 1970-х років фірми Thyssen-Henschel та Bofors без державного замовлення створили дослідний зразок танку супроводу піхоти та розвідки. Але через не зацікавленість, проект було закрито. Створено лише один екземпляр танку.

## Історія створення
Begleitpanzer створювався як надійна і практична машина вогневої підтримки на базі німецької БМП Marder. Це був спільний проект двох компаній — Thyssen-Henschel, яка займалася розробкою Marder, та Bofors, яка констроювала гармату. Цікаво, що Бундесвер не розміщував замовлення на створення подібної моделі, це була приватна ініціатива. Компанії-розробники сподівалися, що відносно дешева, але потужна машина може знайти покупця на ринку бронетехніки, наприклад серед країн Південної Америки. Основне призначення — розвідка і вогнева підтримка військ у разі протистояння з радянськими БТР та БМП.
Прототип було представлено Бундесверу 30 листопада 1977 року. Корпус було взято від прототипу Marder і він був аналогичним з дослідним ОБТ TAM.
Лобова броня корпусу була достатньо легкою, але витримувала вогонь важких кулеметів і радянських 30-мм автоматичних гармат.
На машину було встановлено 600-сильний двигун MTU 833 Ea-500 з коробкою передач HSWL-194, який давав машині вагою 28,5 тон потужність у 21 к. с./т. Запас ходу становив 600 км.

## Озброєння
57-мм автоматична гармата Bofors L/70 Mk. 1 була створена для флоту. Вона могла вистрілювати до 200 ОФС калібру 57x438 мм. за хвилину, з початковою швидкістю польоту, що становила 1020 м/с. У боєкомплект також входили різні види бронебійних снарядів. Сучасна система керування вогнем і великі кути нахилу (-8/+45) гармати дозволяли їй вражати як наземні цілі, так і гелікоптери. З цим танку допомагав справлятися особливий сенсор. Для боротьби з важкою бронетехнікою Begleitpanzer мав пускову установку для протитанкових керованих ракет TOW. Боєзапас машини становив 148 снарядів калібру 57x438 мм. і 6 протитанкових ракет у транспортно-пусковому контейнері.
Заряджання гармати мало цікаве рішення: у механізмі подачі снарядів було чотири лотки, кожний з яких був пристосований для розміщення трьох обойм на п'ять снарядів різного типу. При цьому лоток обирався натиском на одну кнопку. Таким чином, конструктори реалізували можливість миттєвої зміни типу снарядів у гарматі (за умови повного використання попередньої обойми).